# الفيلق الرابع والعشرون (الولايات المتحدة)
الفيلق الرابع والعشرون (الفيلق 24) كان فيلق على مستوى القيادة في الجيش الأمريكي خلال الحرب العالمية الثانية وحرب فيتنام.